# Archidiecezja Nagasaki
Archidiecezja Nagasaki (jap. カトリック長崎大司教区 Katorikku Nagasaki Daishikyōku) – archidiecezja Kościoła rzymskokatolickiego w Japonii. 
Archidiecezja powstała 1 maja 1846 jako pierwsza administratura kościelna w Japonii po tym, jak w kraju tym ustały trwające kilka stuleci prześladowania chrześcijan. Początkowo nosiła nazwę wikariatu apostolskiego Japonii. W 1888, po utworzeniu kolejnych wikariatów, nazwa ta została zmieniona na wikariat Południowej Japonii. W 1891 wikariat został podniesiony do rangi diecezji. 4 maja 1959 stała się ona archidiecezją.
Archikatedrą diecezjalną jest katedra Urakami, będąca bodaj najbardziej znaną świątynią chrześcijańską w Japonii.

## Ordynariusze

### Wikariusze apostolscy Japonii
- Théodore-Augustin Forcade MEP (1846–1852)
- Bernard-Thadée Petitjean MEP (1866–1876)

### Wikariusze apostolscy Japonii Południowej
- Bernard Thadée Petitjean MEP (1876–1884)
- Jules-Alphonse Cousin MEP (1885–1891)

### Biskupi Nagasaki
- Jules-Alphonse Cousin MEP (1891–1911)
- Jean-Claude Combaz MEP (1912–1926)
- Januarius Kyūnosuke Hayasaka (1927–1937)
- Paul Aijirō Yamaguchi (1937–1959)

### Arcybiskupi Nagasaki
- Paul Aijirō Yamaguchi (1959–1968)
- Joseph Asajirō Satowaki (1968–1990), kardynał
- Francis Xavier Kaname Shimamoto (1990–2002)
- Joseph Mitsuaki Takami PSS (2003–2021)
- Peter Michiaki Nakamura (od 2022)